# Шопи (городище, Любомль)
Городище в урочищі "Шопи" — пам'ятка археології в місті Любомль Волинської області.

## Опис, дослідження
Особливе місце серед складних городищ Волині займають декілька пам'яток, які мають круглі дитинці і захищені всередині замкнутою лінією валу і рову, що оточують все укріплення в цілому, включаючи дитинець і окольне місто. Таким є Любомльське городище, яке знаходиться в 0,5 км на схід від сучасного міста в урочищі «Шопи». Ця назва пішла від того, що там, коли воно перестало існувати як укріплене поселення, були поставлені місцевими землевласниками дерев'яні навіси — шопи — де знаходилась худоба в літній період і зберігалось сіно любомльського замкового фільварку. 
Городище розміщене на рівній низовині і складається із двох площин – дитинця і окольного міста. Дитинець, який знаходиться в південно-східній частині,  має правильну округлу форму, діаметром близько 80 метрів і висотою 1,5 метра. З південно-східного боку збереглися слабкі сліди розораного валу висотою до 0,7 м і ровів. Кругом дитинця по всьому його периметру проходить рів. Окольне місто має значні розміри, довжина його близько 250 метрів при найбільшій ширині 200 метрів. Вся площа городища — приблизно 4 гектари. Не зважаючи на те, що городище майже зовсім розоране, контури його валів і ровів вдається прослідкувати майже повністю, крім північної сторони. Не відомо, чи існував вал на краю майданчика окольного міста в давнину. На сьогодні його тут не видно, а край майданчика окольного міста обмежений лише ровом. Навколо городища (враховуючи дитинець) проходить друга лінія валу, а перед ним знаходиться зовнішній рів. Археологічний матеріал на городищі відноситься виключно до Х століття. 
Аналогом  любомльському є тільки городище біля села Дзіенцьолипол в Підляшші (Польща). Хоча розміри його значно менші, але схема повністю повторює схему оборони любомльського городища в урочищі «Шопи».
На північ, захід і схід до любомльського городища примикає селище того ж періоду, але більше від території городища. Селище займало площу більше 7 га. 

Любомль. Городище в урочищі «Шопи» (за П.О. Раппопортом)

Вперше городище згадується у 1901 році В.Б. Антоновичем. У 1938 році на його території проводив археологічні розкопки працівник Луцького музею Ян Фітцке. Він відмічає, що це було велике овальне городище із невеликим заглибленням у центрі. Навколо нього тягнеться частково розораний вал, оточений двома ровами. В’їзд розташовувався з північної сторони. На відстані 100 м на північ від городища випадково відкрито ранньоісторичне велике поселення, майже цілком знищене глибокою оранкою трактором. Проводячи археологічні розвідки, Я. Фітцке на поселенні виявив багато фрагментів різноманітного посуду з хвилястим і прямолінійним орнаментом, багато зруйнованих печей із землянок. Будівлі розміщувались рядами на невеликій відстані одна від одної. Ближче до городища виявлено добре збережені землянки історичного міста. Вони були великих розмірів, споряджені печами, заповнені уламками посуду. Біля однієї з печей знайдено невелику бронзову пряжку. Кераміка зроблена на гончарному колі. На денцях посуду траплялися штемпелі і знаки. Фітцке відмічає, що в міру погіршання умов розселення, місто пересунулося пізніше на захід і зайняло положення, на якому і нині стоїть.  
У 1958 році археолог Ю.В. Кухаренко (Москва) проводив обстеження городища, велику увагу йому приділив історик П.О. Раппопорт (Ленінград) в 1963 році. Він уперше опублікував контури городища. Невеликий розкоп на городищі був закладений археологом М.В. Малевською (Ленінград) в 1975 р. 
З ініціативи Любомльського краєзнавчого музею під керівництвом археолога М.М. Кучинко в 1995 році проведено археологічні розкопки.
Археолог М.М. Кучинко відзначає, що це рідкісний тип городища. Закладено розкоп у північній частині окольного міста поблизу знівельованого валу, зроблено розріз валу і зовнішнього рову в південно-східній частині. В процесі розкопок відкрито і досліджено 1 житло, 2 господарські споруди, 2 господарські ями, смітникова яма і вогнище. Житло-землянка мала розміри 4 х 3,5 м. Глибина від рівня виявлення 0,35-0,40 м. Вхід був із східного боку. Майже посередині житла, але ближче до західної стіни знаходилась піч-кам'янка. Вона вимурувана з різних по величині каменів на рівні долівки. Піч мала прямокутну форму розміром 1,3 х 1 м. Збережена висота печі 0,45 м. Розміри прямокутного череня 0,7 х 0,5 м. З обох боків печі біля північної і південної стін житла знаходились вирізані в материковому ґрунті лави-лежанки, висотою від рівня долівки 0,3 м, довжиною 2-2,3 м і шириною 0,5-0,7 м. Потужність культурного шару досягала 0,6-0,8 м.
Під час розкопок виявлено велику кількість фрагментів керамічних горщиків Х століття з характерними манжетоподібними вінцями. Кераміка мала в основному прямий і хвилястий орнаменти. Знайдені кістки свійських тварин, корови, свині, вівці і курки, скелет тура, фрагменти керамічної сковорідки, залізних рибальського гачка і дужки.
Матеріали археологічних розкопок передані в Любомльський краєзнавчий музей.
Найцікавішими знахідками на городищі були кам’яні і крем’яні знаряддя, ліпна кераміка і бронзовий наконечник списа лужицької культури.
По знахідках можна датувати виникнення цього поселення ще IV тисячі років тому. Городище існувало в епоху Київської Русі. Наявність такої системи оборонних валів і ровів, а також значна кількість археологічних матеріалів дає підстави говорити, що городище обов'язково зв'язане з існуванням досить значного містечка. Речовий матеріал підтверджує те, що населення почало різко збільшуватись і вибрало більш зручне місце, перейшовши в ХІ чи ХІІ столітті на західні підвищення — городище Замчище. Можливо, цю місцевість почала заливати вода або поселення знищили війни.

## Галерея

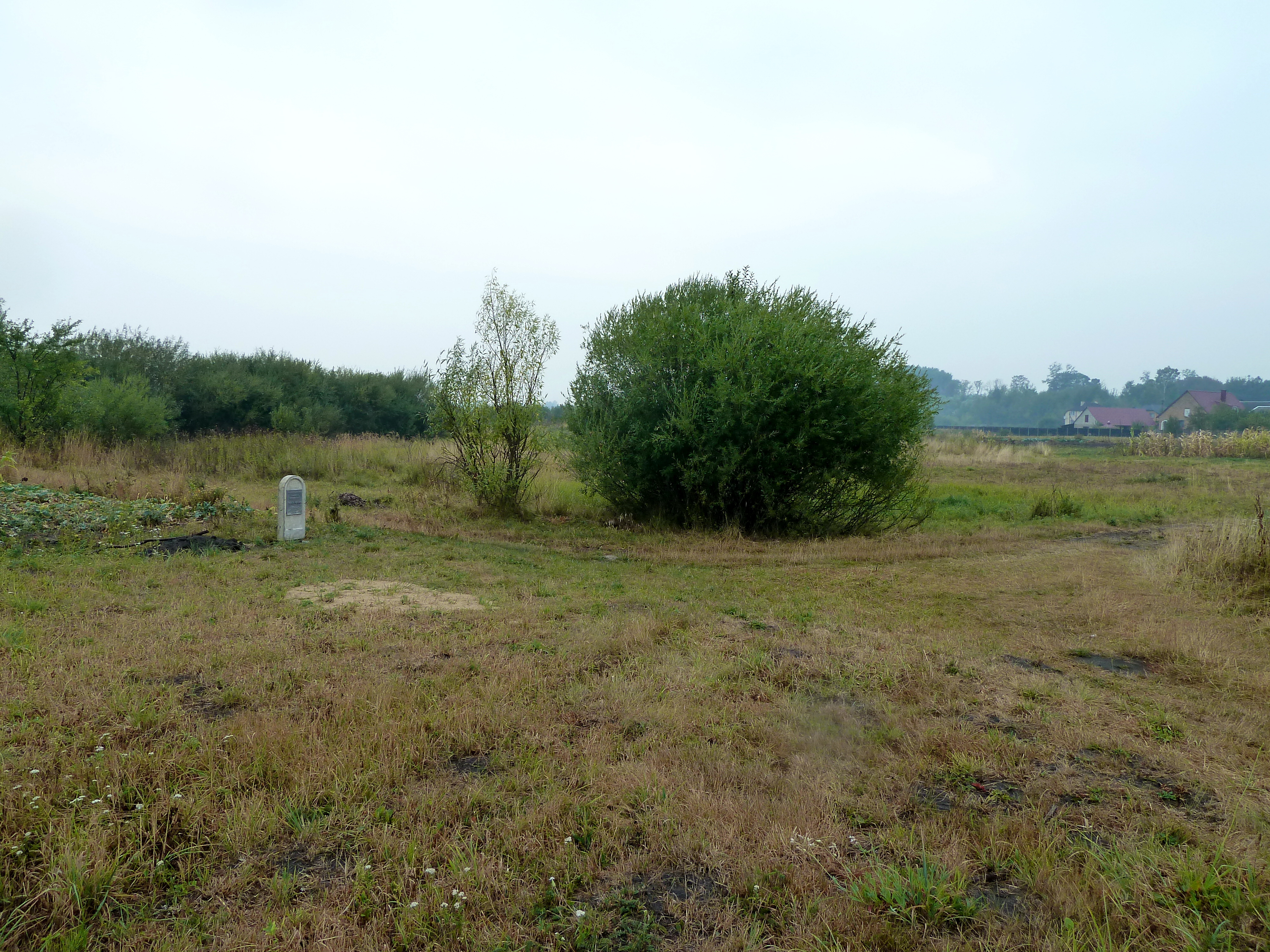
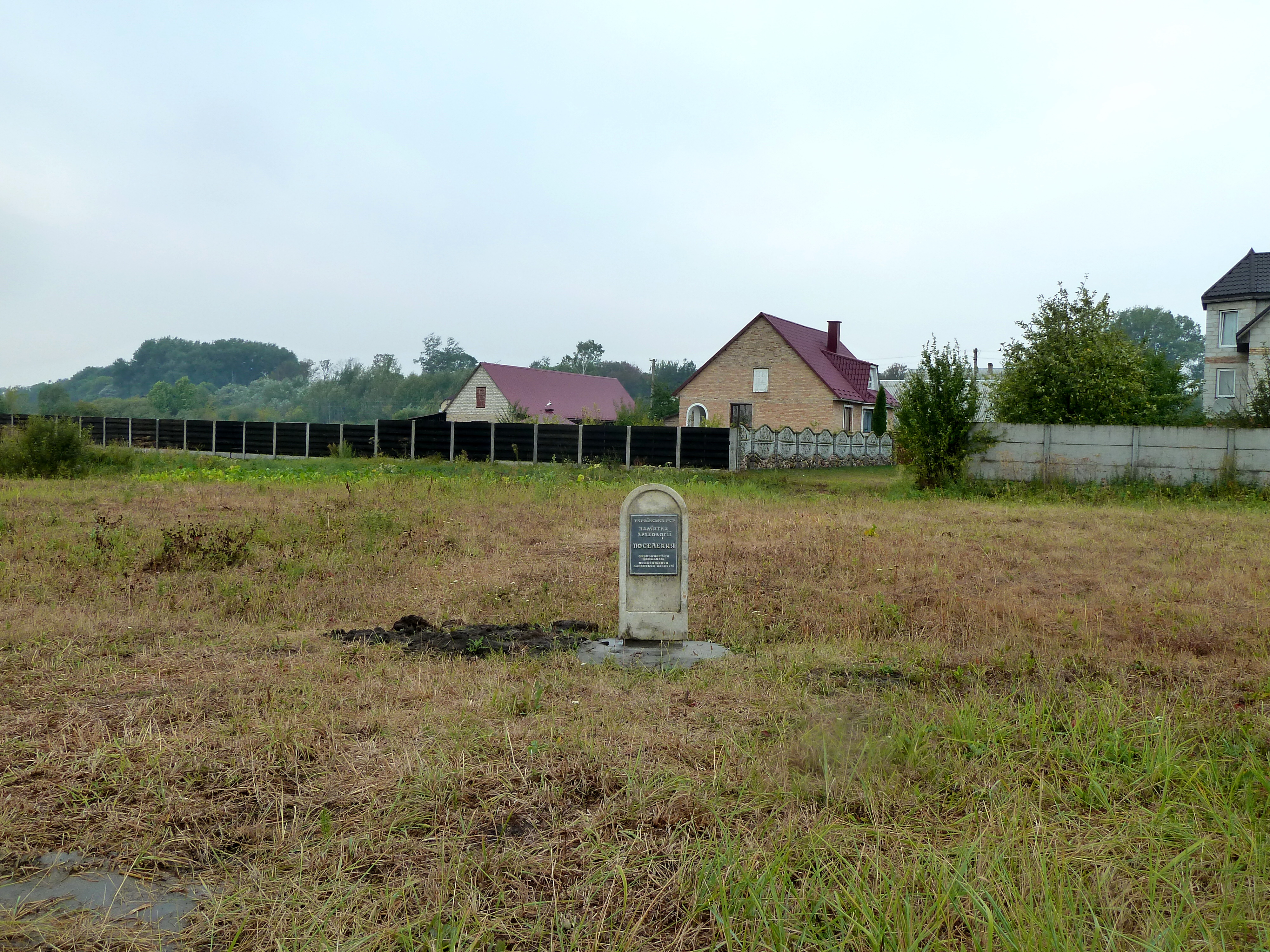
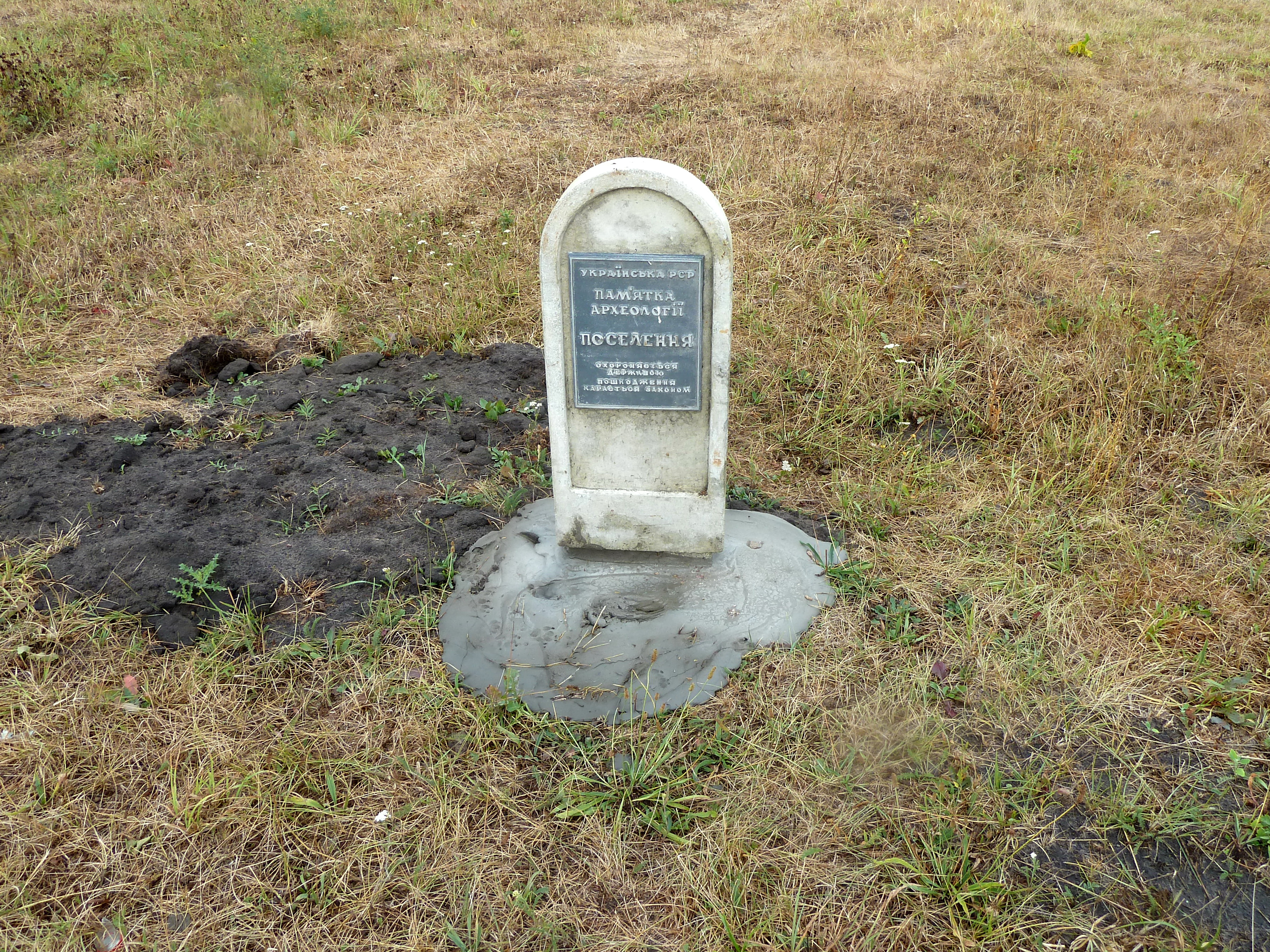
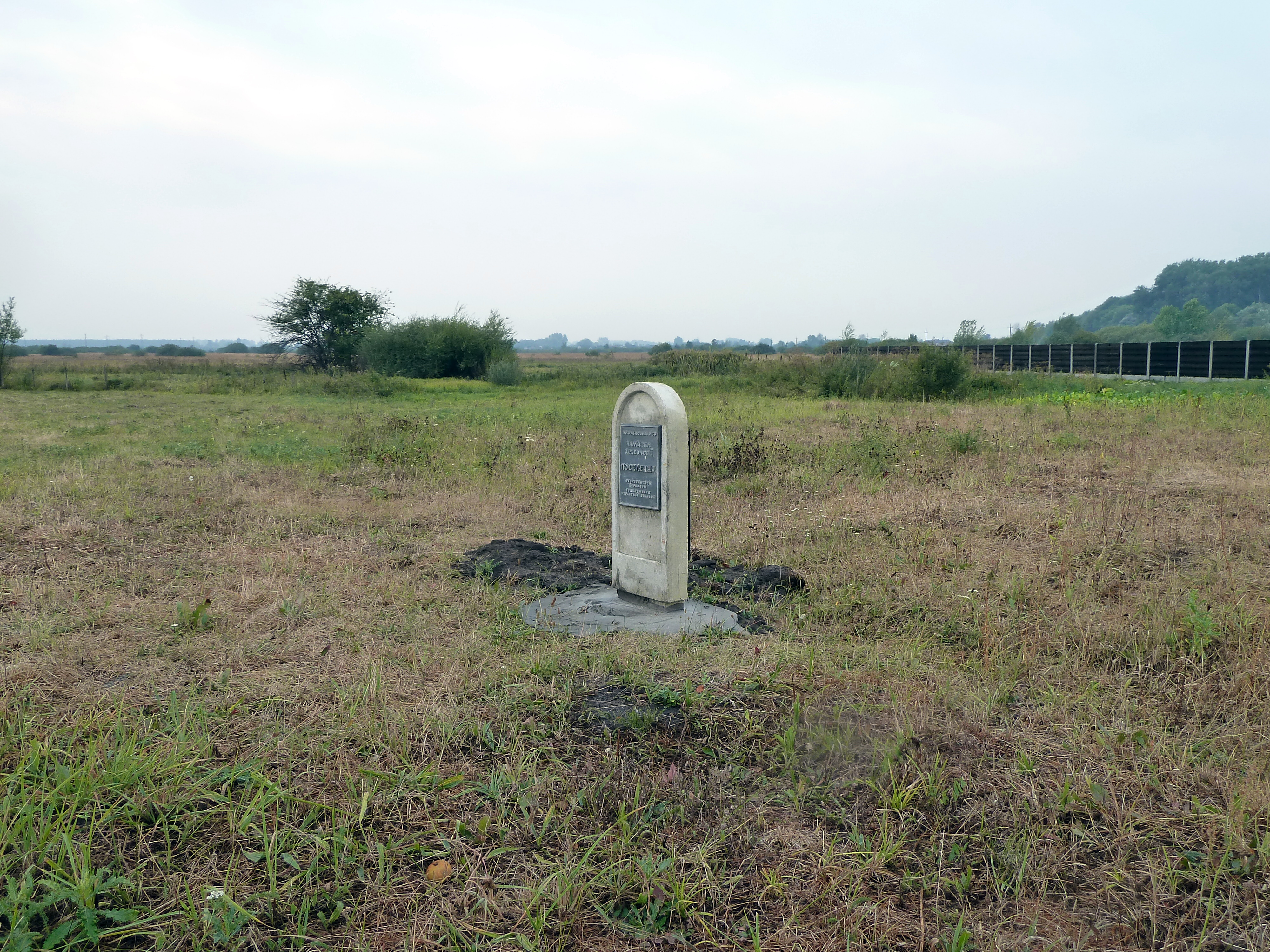
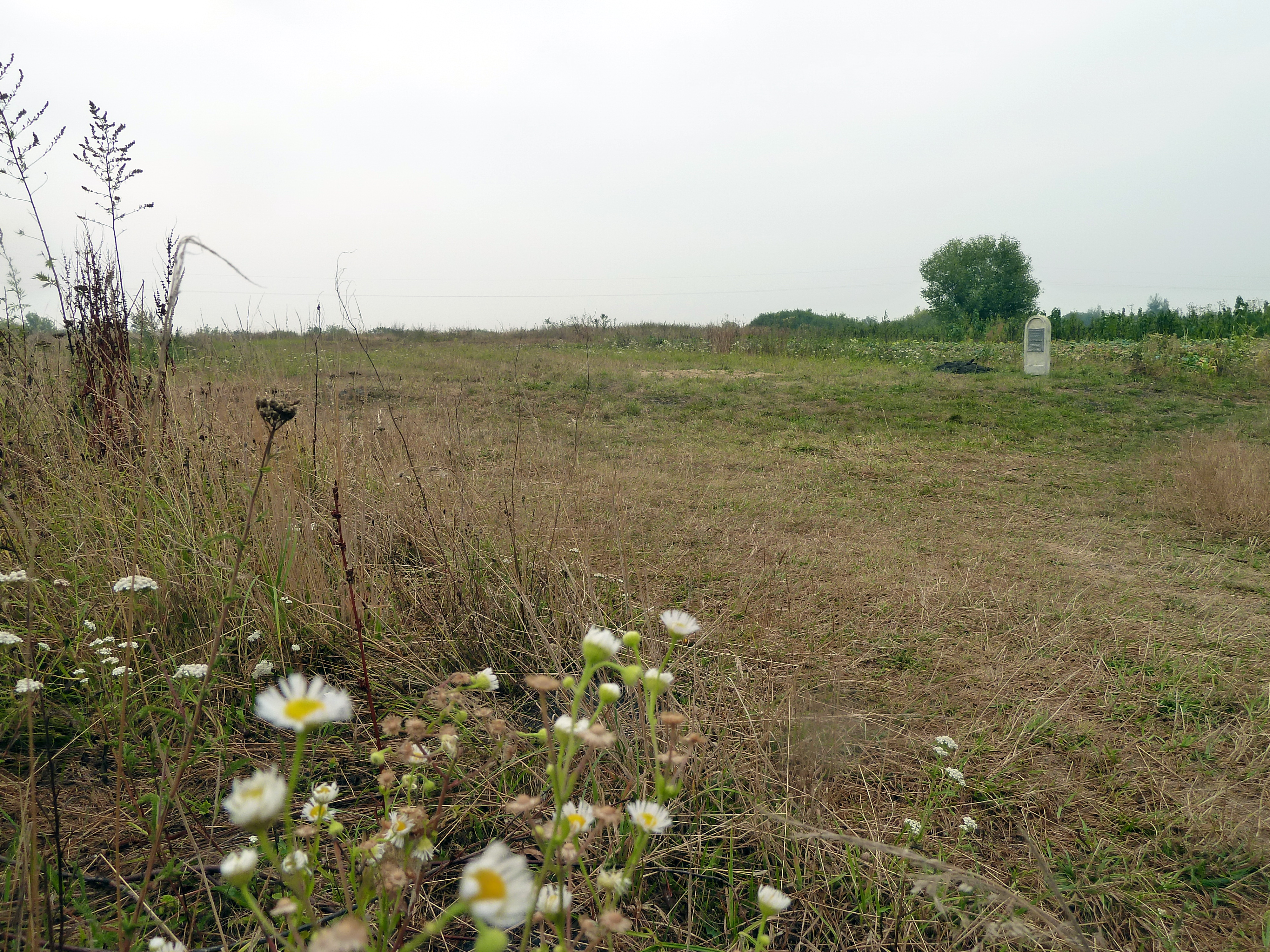
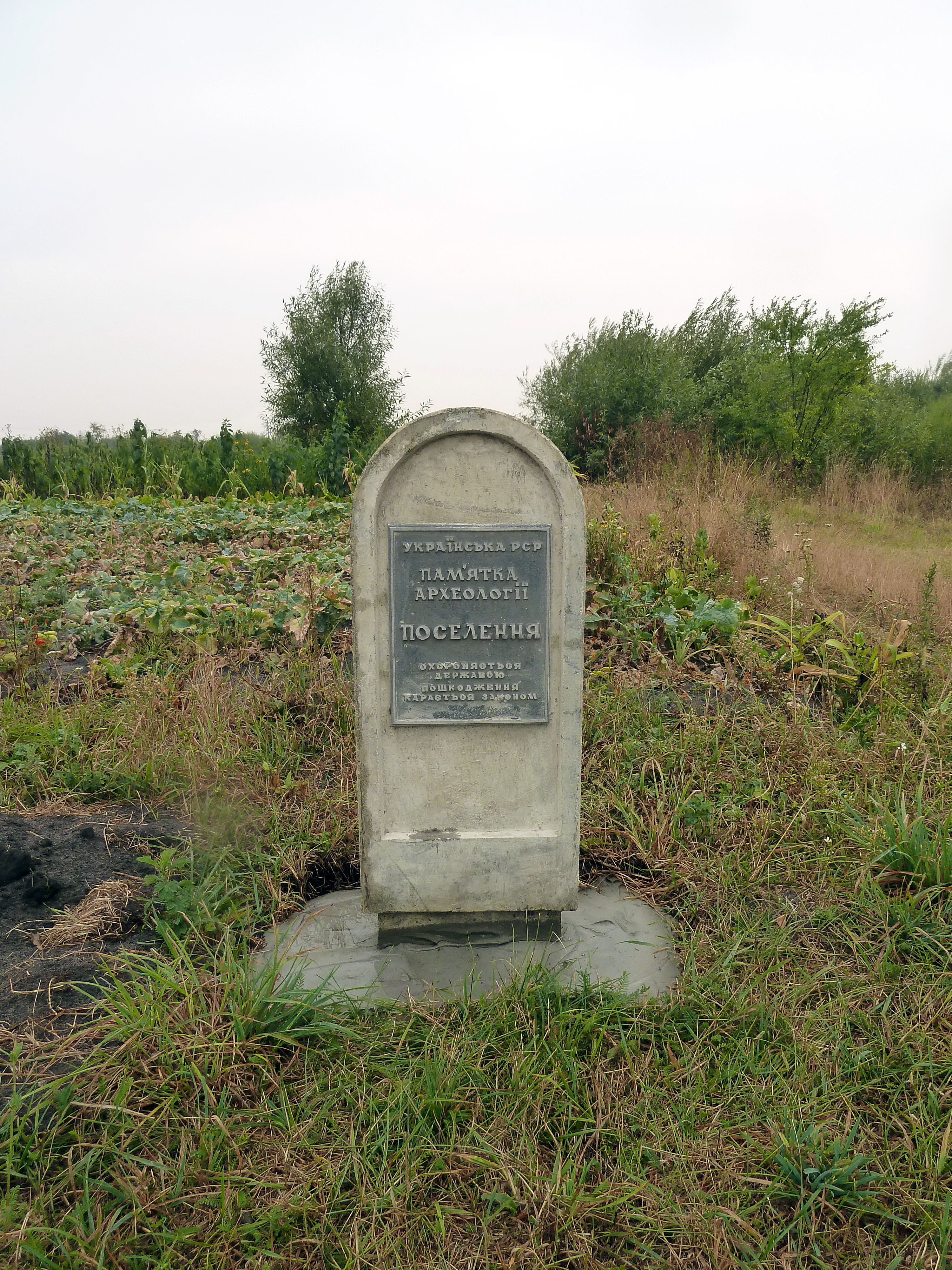